# Karl Brand
Pour l’article homonyme, voir Karl Brand (cyclisme).
Karl Brand, de son vrai nom Karl Müller (15 octobre 1895, Witkowitz, Autriche-Hongrie, aujourd'hui Vitkovice en République tchèque - 17 mars 1918, Witkowitz) est un écrivain et poète de langue allemande. 

## Biographie
Karl Müller, né à Witkowitz, grandit à Prague où sa famille s'est installée en 1896. Les Müller sont une famille petite-bourgeoise appauvrie. Müller étudie de 1911 à 1915, à l'Académie de commerce allemande. Johannes Urzidil fait sa connaissance peu avant sa Matura. grâce à lui, Brand entre en contact avec Franz Werfel et fréquente le Café Arco où il côtoie Kafka. Il meurt en 1918, de la tuberculose contractée vers 1913.

## Œuvre
De son vivant, Karl Brand, de son nom de plume, publie dans les revues expressionnistes, Die Aktion et Der Sturm, ainsi que dans la presse pragoise de langue allemande, Prager Tagblatt, Die Prager Presse. Admirateur de Kafka, il écrit en 1916 Rückverwandlung des Gregor Samsa, une suite à la nouvelle Die Verwandlung (« La métamorphose »). En 1921, Urzidil édite un recueil de poèmes et de nouvelles de Brand, préfacé par Werfel. C'est Brand lui-même qui en 1918 fait promettre à Urzidil de publier son œuvre après sa mort qu'il sent proche. 

## Ouvrages
- 1921, Vermächtnis eines Jünglings, Verlag Ed. Strache

## Sources
- (de) Wilhem Kosch (éditeur), 2001, Deutsches Litteraturlexikon. Das 20. Jahrhundert Tome. 3, p. 545, Berlin, De Gruyter.
- (de) Johannes Urzidil, 1965, Da geht Kafka, Zurich, Artemis Verlag
- (de) Franz Werfel 1921, préface de Vermächtnis eines Jünglings, Vienne-Prague, Verlag Ed. Strache